# Carad
Carad was een Belgische producent van elektronische apparaten, die heeft bestaan van 1925 tot 1975, het jaar waarin het bedrijf failliet is gegaan. Het merk is sinds 1997 in handen van elektrowinkelketen Eldi.
Het bedrijf werd gesticht te Kuurne bij Kortrijk onder de naam Naamloze Vennootschap G.L. Carpentier in 1925 en maakte onderdelen voor elektronische apparaten, zoals variabele draaicondensatoren, spoelen, transformatoren en draaischakelaars. Rond 1939-1940 was een eerste radiotoestel in productie, de A525AF. De werkplaatsen werden vernield tijdens de Leieslag in mei 1940.
In 1945 werd opnieuw gestart met drie soorten producten:
1. Radiotoestellen en geluidsapparatuur onder de naam Carad (Carpentier Radio)
2. Transformatoren en spoelen onder de naam CarTran (Carpentier Transformatoren)
3. Schakelaars en variabele condensatoren onder de naam GLC.

Vanaf 1948 werd ook een reeks eigen televisietoestellen ontwikkeld die rond 1954 in productie werden gebracht.
In de tweede helft van de jaren 1950 verscheen een reeks audioapparaten van hoge kwaliteit: bandopnemers, versterkers, tuners en luidsprekers (o.a. met de Decca ribbon tweeter en Goodmans woofers). Na 1965 werd het gamma vernieuwd met apparatuur die gebaseerd was op transistoren, met schakelingen die wellicht niet meer zo origineel waren als die van de toestellen met elektronenbuizen.
Carad werd ook verdeler voor Thorens en verkocht enkele eigen modellen versterkers en tuners onder dit merk. 

## Sponsor
Carad was in de jaren '70 de allereerste shirtsponsor van voetbalploeg Club Brugge. 

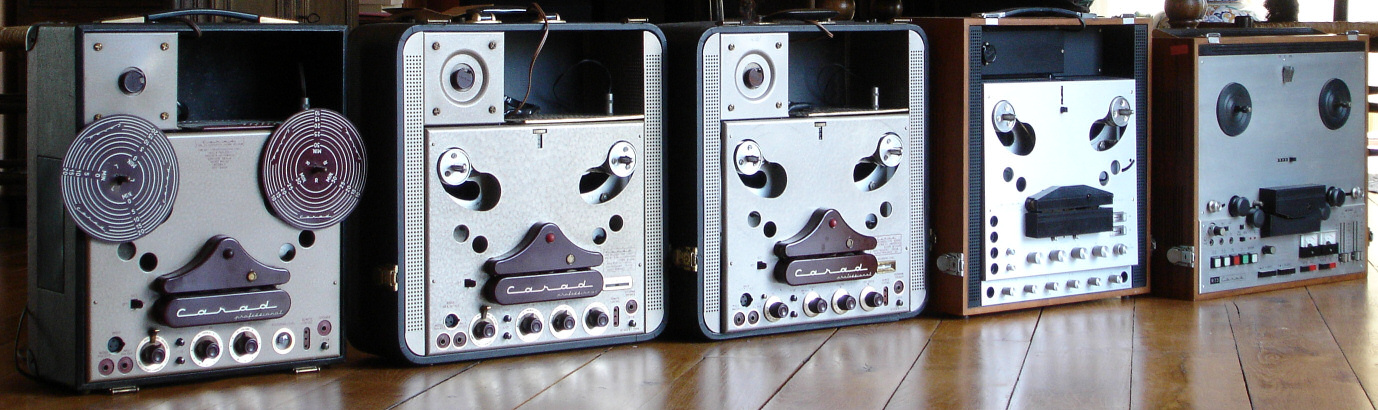
Carad bandopnemers van 1955 tot 1973.